# Сак-Актун
Сак-Актун (на юкатекском: Белая пещера) — огромная пещерная система в Мексике, преимущественно затопленная водой. На 2013 год вторая по протяжённости пещера в мире.
Пещерная система находится в Мексике на севере полуострова Юкатан (штат Кинтана-Роо) в окрестностях города Тулум. Суммарная протяжённость ходов системы составляет 376,7 км (364 395,9 м), из которых лишь 5,8 км приходится на незатопленные водой галереи.

## История исследований
Исследования системы начались в 1987 году с сенота Gran Cenote, в дальнейшем всё новые входы и пещеры присоединялись к системе. В 2007 году пещерная система Nohoch Nah Chich была присоединена к Сак-Актун, протяжённость которой выросла до 153 км, что сделало её самой протяжённой подводной пещерой мира. В 2011 году пещера Актун-Ху соединилась с Сак-Актун, протяжённость системы достигла 229 км. В 2012 году было найдено соединение между Сак-Актун и другой большой системой Дос-Охос (82,5 км) через незатопленный участок ходов, в результате чего пещерная система вышла на второе место по протяжённости в мире, уступая только Мамонтовой пещере. В Мексике до этого рекорд принадлежал подводной пещере под названием Окс-Бель-Ха, расположенной к югу от Тулума (270 км).

## Остатки верхнего палеолита
В марте 2008 года три члена команды подводных исследователей Proyecto Espeleológico de Tulum и Global Underwater Explorers исследовали участок системы Актун-Ху, известный как пещера Hoyo Negro. На глубине 57 метров (187 футов) водолазы обнаружили останки мастодонта. Также были найдены останки женщины, которую теперь называют Найя. У Найи генетиками была определена митохондриальная гаплогруппа D (субклада D1).
Также был найден человеческий череп, который может быть самым старым доказательством обитания человека в этой области на сегодняшний день.